# 에리카 쉬
에리카 쉬(Erica Xu)는 캐나다 출신의 소프트웨어 엔지니어이자 기업인으로, 마크다운 기반 지식 관리 애플리케이션인 옵시디언(Obsidian)의 공동 창립자이자 운영 책임자(COO)로 활동하고 있다. 워털루 대학교에서 컴퓨터과학을 전공한 그는 대학 재학 중 다양한 프로그래밍 프로젝트와 오픈소스 활동에 참여했으며, 졸업 후에는 샌프란시스코를 거점으로 소프트웨어 개발자로 경력을 쌓았다. 이후 동료이자 파트너인 리쉬다(Shida Li)와 함께 다이널리스트(Dynalist)를 개발·운영하며 비선형 문서 편집 툴 시장에 진입하였고, 2020년에는 COVID-19 팬데믹 기간 동안 사용자 중심의 개인 지식 관리 도구에 대한 수요를 인지하고 옵시디언 개발을 시작하였다. 옵시디언은 마크다운 파일을 기반으로 로컬에서 작동하는 특성과 유저 커스터마이징 중심의 플러그인 생태계를 바탕으로 빠르게 성장하였으며, 쉬는 사용자 경험(UX) 설계, 커뮤니티 피드백 수렴, 인터페이스 디자인 등 실무 전반을 총괄하며 제품 철학을 구현해 왔다. 그녀는 옵시디언을 단순한 노트 애플리케이션이 아닌, “사고의 통합 개발 환경(IDE for thought)”으로 정의하며, 사고 구조를 구조화하고 시각화할 수 있는 도구를 추구해 왔다. 현재도 다이널리스트 주식회사(Dynalist Inc.) 소속으로 옵시디언의 전략, 운영, 커뮤니티 활동을 이끌고 있으며, 사용자 중심의 기능 설계 및 제품 지속가능성에 대한 비전을 공유하고 있다.